# ユリウス・ヴィンセンツ・フォン・クロムホルツ
ユリウス・ヴィンセンツ・フォン・クロムホルツ（Julius Vincenz von Krombholz、チェコ語: Julius Vincenc von Krombholz、1782年12月19日 – 1843年11月1日）はボヘミア北部生まれの医師、菌学者である。

## 略歴
現在のチェコ、リベレツ州のホルニー・ポリツェ（当時、Oberpolitz）で生まれた。プラハ大学で医学を学び、1814年に学位を得た。1828年にプラハ大学の病理学と臨床医学の教授となり. 、1831年には学長に任じられた.。プラハ時代に貧しいチェコの菌学者、コルダ（August Carl Joseph Corda）を援助し、大学に進学させたエピソードを残している。
医学のキャリアの一方、熱心に菌類を研究し、キノコの毒性について多くの経験を積んだ。1831年から出版が始まった、『食用、有毒キノコの図と説明』（"Naturgetreue Abbildungen und Beschreibungen der essbaren, schädlichen und verdächtigen Schwämme"）で知られる。この著作は写実的な図版と、食用に適するか、有毒もしくは毒性がうたがわれるかについての記述がなされたもので、完成はクロムホルツの没後となり、後半部はゾーベル（Johann Baptista Zobel）によって編集された。
その他の著書には
- Abhandlungen aus dem Gebiete der gesammten Akologie, zur Begründung eines Systems derselben, 1825.
- Anatomische Beschreibung eines sehr merkwurdigen Anencephalus (with three copperplates), 1830.
- General-Rapport über die asiatische Cholera zu Prag im Jahre 1831 und 1832 nach den in den Choleraspitälern gewonnenen Erfahrungen, 1836.[4]

がある
。
イネ科の属名、Krombhlolzia（Zeugitesのシノニム）に献名されている。

## 著書の画像

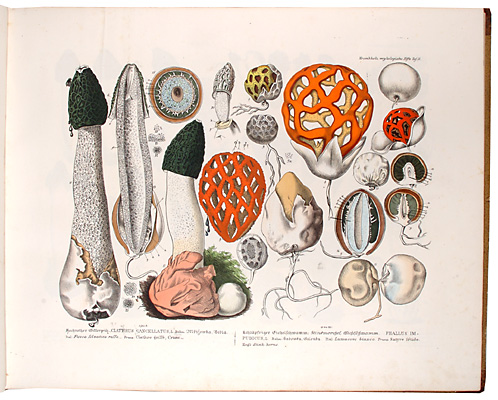
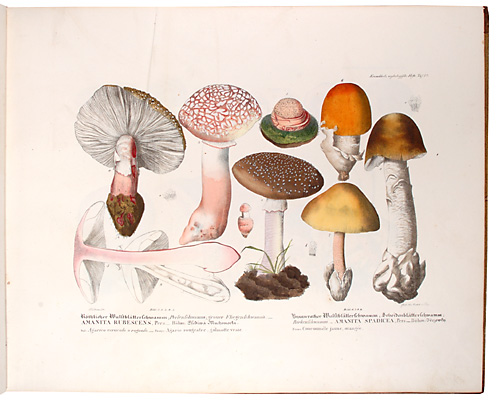